# Edward Armitage (Maler)

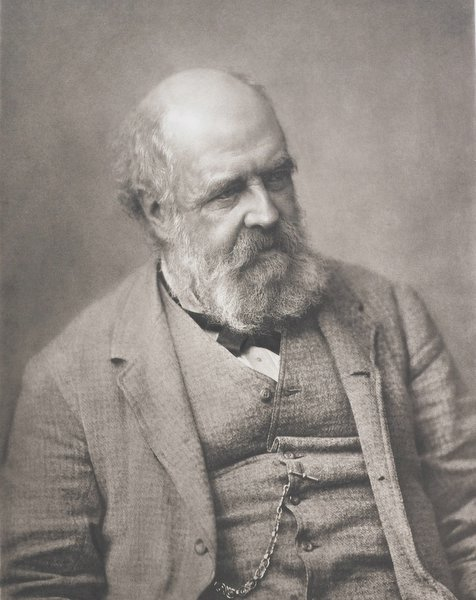
Edward Armitage

Edward Armitage RA (* 20. Mai 1817 in London; † 24. Mai 1896 in Tunbridge Wells, Kent) war ein englischer Historienmaler.

## Leben
Armitage war ein Sohn einer vermögenden Familie aus Yorkshire. Er erhielt seine erste Ausbildung und Frankreich. 1836 wurde er im Atelier des Historienmalers Paul Delaroche in Paris ausgebildet. Unter Delaroches Anleitung machte er rasche Fortschritte, so dass ihn der Meister gemeinsam mit drei weiteren Schülern für die Ausführung seines großen Wandgemäldes (Hemicycle) in der École des Beaux-Arts heranzog, eine Arbeit, die mehr als ein Jahr in Anspruch nahm. Sein erfolgreiches Debüt hatte er 1842 mit einem gefesselten Prometheus, der im Louvre ausgestellt war. Nach seiner Rückkehr nach London erhielt Armitage bei einer Konkurrenz für Freskogemälde den ersten Preis, der mit 300 £ dotiert war. Der Karton zeigte die Landung Cäsars in Britannien und die Darstellung erinnerte stark an die Malweise Delaroches.

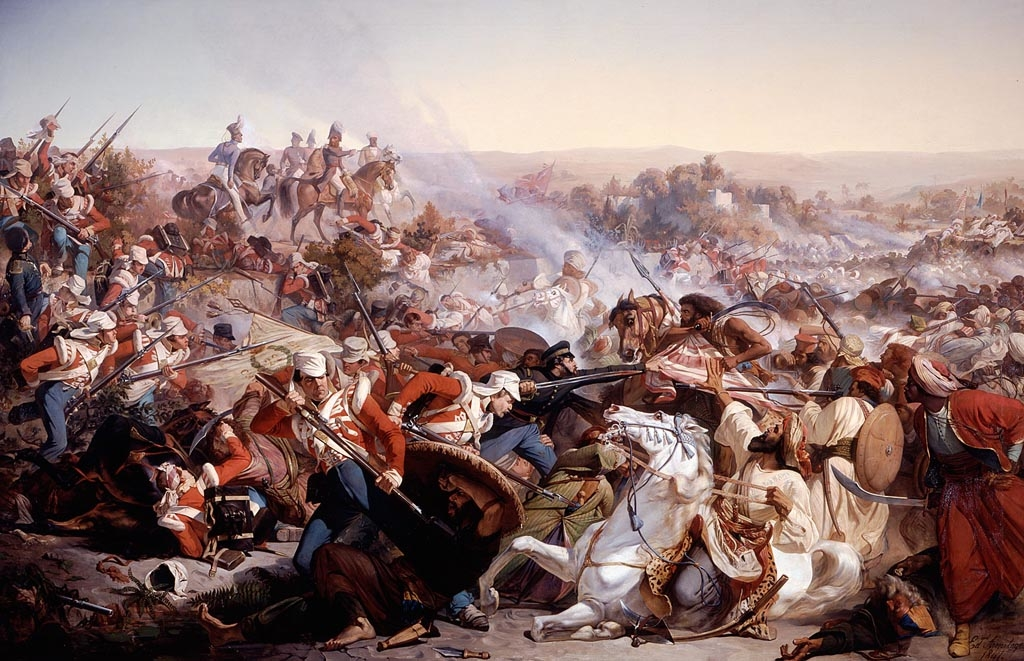
Die Schlacht bei Meeanee

1845 errang er einen weiteren Preis mit dem Bildnis Der Geist der Religion und 1847 einen großen mit 500 £ ausgelobten Preis für das Ölgemälde Die Schlacht bei Meeanee (der Sieg des Generals Charles James Napier über die Emire von Sindh). Das Werk kam in den Besitz der Königin Victoria. 1848 beteiligte er sich mit mehreren Werken an einer großen Ausstellung der Royal Academy of Arts; eines seiner wichtigsten war seine Darstellung der „Schlacht von Trafalgar“.
Armitage hatte einen maßgeblichen Anteil an der Ausschmückung der Gebäude des britischen Parlaments. Zu seinen Werken zählen die  zwei Fresken Die Themse mit ihren Nebenflüssen (1852) sowie der Tod Marmions (1854) in der oberen Vorhalle (Waiting Hall). Für die katholische Kirche in Islington fertigte er 1859 den heiligen Franziskus vor dem Papst Innozenz III. und 1860 in der Apsis das Bildnis von Christus mit den 12 Aposteln. Für dieses Gemälde hatte er zuvor eine Reise nach Italien unternommen, bei der er 1857 auch Assisi besuchte. Bereits 1849 hatte er sich für Studien eine Zeit lang in Rom aufgehalten. Der Stil der religiösen Gemälde zeigt den Einfluss Raffaels und Florentiner Meister.
1867 fertigte er zur Erinnerung an den verstorbenen Henry Crabb Robinson eine sehr umfangreiche Wandmalerei in der University Hall (Dr. Williams’s Library im Gordon Square Garden) an. Das Gemälde zeigt in realistischer Darstellung den Gelehrten in seinem Studierzimmer. In seinem Geiste wandeln die Gestalten seiner Freunde und Zeitgenossen (darunter Coleridge, Goethe, Edward Irving, Schiller, Southey, Frau von Stael und Wordsworth) vorüber.
Für ein Stadthaus in Leeds schuf Armitage ein Wandgemälde mit der allegorischen Darstellung des indischen Aufruhrs. Die personifizierte Britannia ist im Begriff einem bengalischen Tiger (dem Sinnbild der aufrührerischen Sepoys), den sie an der Kehle festhält, das Schwert in die Brust zu stoßen. Neben monumentalen Werken hat Armitage in den Jahren 1848 bis 1893 etwa 83 Ölgemälde geschaffen, von denen viele in den Ausstellungen der Royal Academy Beifall fanden. Darunter waren die Bildnisse von Heinrich VIII. und Katharina Parr, der Tod Nelsons bei Trafalgar, eine Szene aus der Geschichte des Thomas Becket, die Vision Ezechiels. Mit zunehmendem Alter verminderte sich seine Schaffenskraft. Er fertigte zudem einige Genreszenen, beispielsweise aus dem römischen Volksleben.
1855, während des Krimkriegs, bereiste Armitage Kleinasien und die Krim, besichtigte die britischen Truppen und war auch in der Nähe einiger Gefechte. Aus seinen Erlebnissen entstanden später zu Hause u. a. „Die Garden bei Inkjerman“ und „Kavallerieangriff bei Balaklawa“.
Am 23. Dezember 1872 wurde Armitage von der Royal Academy of Arts als Mitglied aufgenommen. Als Mitglied hielt er dort regelmäßig Vorträge für das Fachpublikum, aber auch Vorlesungen für Kunststudenten und interessierte Laien. Anfang 1894 legte er seine Ämter nieder und im Mai desselben Jahres hielt Armitage seine letzte Vorlesung. Er zog sich nach Tunbridge Wells zurück, wo er vier Tage nach seinem 79. Geburtstag am 24. Mai 1896 an einer Lungenentzündung starb. Seine letzte Ruhestätte fand er auf dem Hove Cemetery.

## Familie
Armitage war das älteste von acht Kindern des James Armitage (1793–1872) und dessen Frau Elizabeth Ann (geborene Rhodes). Seine einzige Schwester starb bereits vor ihrem 2. Geburtstag. Seine Brüder waren John, James, Walter James, Thomas, Francis James und William James Armitage (1819–1895).
Armitage wurde nach seinem Großvater Edward Armitage of Farnley Hall (1764–1829) benannt.
Am 3. Februar 1853, heiratete er in London die Künstlerin Catherine Laurie Barber (1818–1898), die Tochter von William und Catherine Barber.

## Werke (Auswahl)
als Maler
- Der gefesselte Prometheus. 1842.

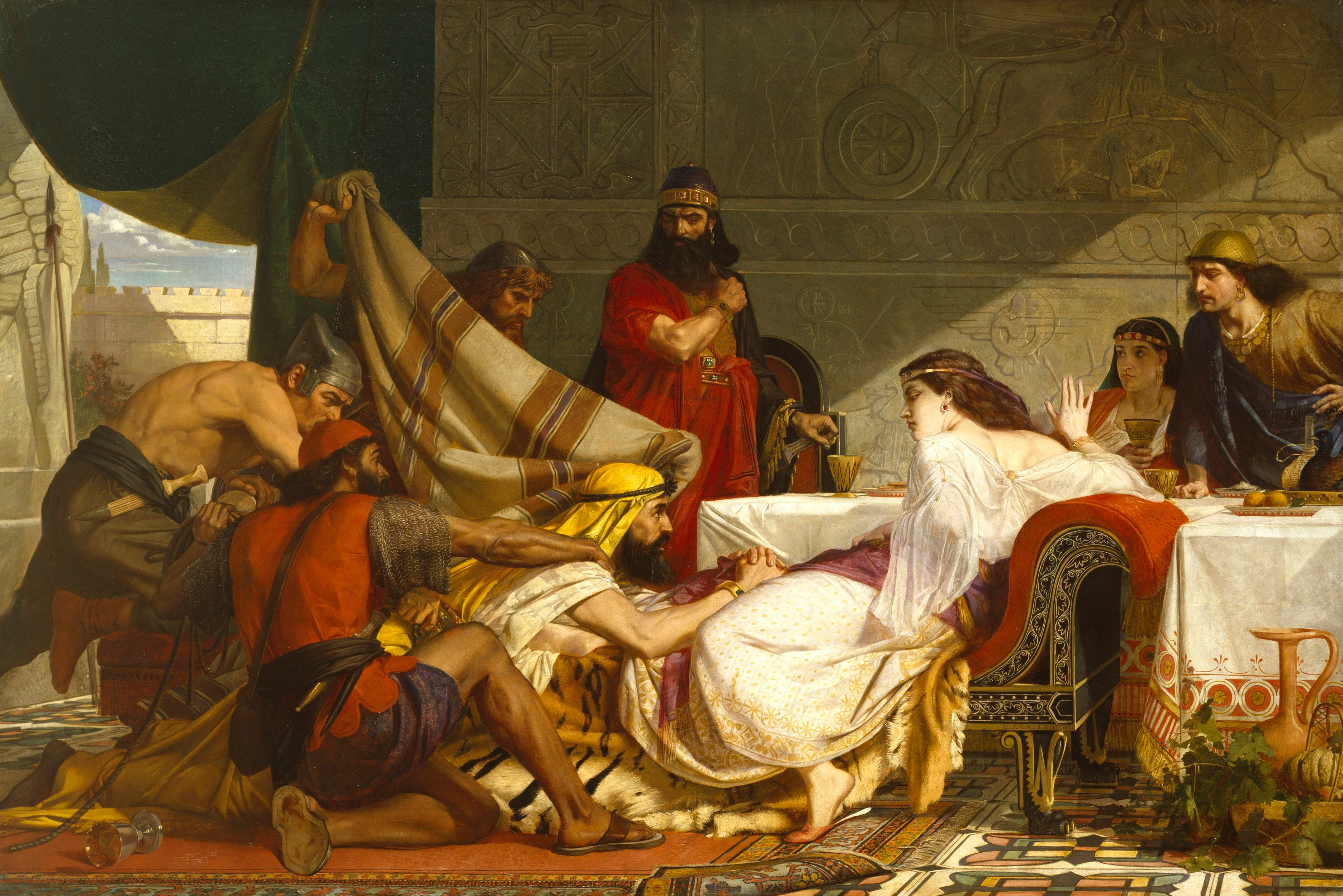
Das Festival der Esther

- Landung Cäsars in Britannien. 1845.
- Geist der Religion. 1845.
- Schlacht bei Meanee in Ostindien. 1845.
- Heinrich VIII. (Porträt)
- Catherine Parr. (Porträt)
- Die Schlacht von Trafalgar
- Die Themse mit ihren Nebenflüssen.
- Der Tod Marmions.
- Die Garden bei Inkjerman.
- Kavallerieangriff bei Balaklawa.
- Die Reue des Judas
- Der Heilige Franziskus vor Papst Innozenz III.
- Beerdigung christlicher Märtyrer in Rom.
- Festival der Esther.
- Fest des Herodes.
- Siren

als Autor
- Lectures on painting. Delivered to the students of the Royal Academy. Trübner, London 1883 (archive.org).